# Aeroportul Goundam
Aeroportul Goundam (IATA: GUD, ICAO: GAGM) este un aeroport din Regiunea Gao, Mali ce deservește zona Goundam⁠(d). A fost numit după zona deservită.
Situat la o altitudine de 265 m, aeroportul dispune de o singură pistă.